# Гипнофобия
Гипнофо́бия, или сомнифо́бия (от др.-греч. ὕπνος — «сон» и φόβος — страх) — страх перед засыпанием, боязнь сна.

## Причины
Эксперты не уверены в точной причине сомнифобии. Но некоторые другие нарушения сна могут сыграть свою роль в его развитии, в том числе:
- Сонный паралич. Данное нарушение сна возникает, когда вы просыпаетесь во время фазы быстрого сна с параличом мышц. При этом часто возникают кошмарные галлюцинации, которые могут сделать паралич очень пугающим, особенно если имеют место быть повторяющиеся эпизоды.

- Ночные кошмары. Частые, яркие кошмары, которые часто вызывают беспокойство в течение дня. Вы можете вспомнить сцены из кошмаров, боясь того, что произошло во сне, или беспокоиться о новых кошмарах.
- Боязнь смерти во сне. Люди, страдающие  такой фобией, могут испытывать значительные страдания и иметь затруднения с засыпанием из-за беспокойства на тему возможности умереть во сне. Частые такие мысли могут быть симптомами данной фобии.

Если у вас есть одно из этих нарушений сна, вы можете со временем начать бояться спать, потому что не хотите иметь дело с неприятными симптомами.
Травма или посттравматическое стрессовое расстройство, которые могли способствовать появлению кошмаров, также могут вызывать страх перед сном.
Вы также можете опасаться вещей, которые могут произойти, пока вы спите, например кражи со взломом, пожара или другого бедствия. Гипнофобия также связана со страхом смерти. Беспокойство о смерти во сне может в конечном итоге привести к страху вообще заснуть.

## Симптомы
Симптомы психического здоровья, характерные для сомнифобии, могут включать:
- чувство страха и беспокойства при мыслях о сне
- стресс по мере приближения ко сну
- попытка отложить сон или не ложиться спать как можно дольше
- проблемы с сосредоточением внимания на вещах, связанных со сном
- раздражительность или перепады настроения

К физическим симптомам сомнифобии часто относятся:
- тошнота или другие проблемы с желудком, связанные с постоянным беспокойством во время сна
- тяжесть в груди и учащенное сердцебиение
- потливость, озноб, гипервентиляция или другие проблемы с дыханием
- у детей плач, сопротивление перед сном, нежелание, чтобы родители оставляли их одних

Полностью избежать сна невозможно. Если вы какое-то время страдаете сомнифобией, вы, вероятно, сможете немного поспать по ночам. Но этот сон может быть неспокойным.

## Диагностика
Если вы считаете, что страдаете сомнифобией, лучше всего обратиться к соответствующему специалисту. Они могут поставить вам точный диагноз, помочь вам в его лечении.
Обычно фобии диагностируются, если страх и беспокойство вызывают беспокойство и трудности в повседневной жизни.
Вам могут поставить диагноз сомнифобия, если ваш страх перед сном:
- влияет на качество сна
- отрицательно влияет на физическое или эмоциональное здоровье
- вызывает стойкое беспокойство, связанное со сном
- вызывает проблемы на работе, в школе или в вашей личной жизни
- длился более шести месяцев
- заставляет вас откладывать или избегать сна как можно дольше

## Лечение

### Экспозиционная терапия
Экспозиционная терапия — это метод поведенческой терапии для лечения тревожных расстройств.
При сомнифобии экспозиционная терапия может включать обсуждение страха, использование техник релаксации.
Далее, это может включать просмотр изображений спящих людей, которые кажутся комфортно отдыхающими. Затем, когда вы усвоите эти сигналы, вам могут посоветовать ненадолго вздремнуть — с партнёром, родителем или близким другом, присутствующим в доме, — чтобы укрепить свою уверенность в том, что вы можете безопасно проснуться.

### Когнитивно-поведенческая терапия (КПТ)
Такой подход поможет выявить и преодолеть страхи, связанные со сном. Вы научитесь бросать вызов мыслям, тревожащим вас, чтобы они вызывали меньше беспокойства.
Эти мысли могут быть связаны с самим сном или конкретным страхом, который вызывает беспокойство во время сна.
Один из подходов, который может порекомендовать ваш терапевт, - это ограничение сна. Это включает в себя установление режима - необходимо ложиться спать и вставать в определенное время, независимо от того, сколько вы спите на самом деле.

### Медикаменты
Хотя лекарств, специально предназначенных для лечения определенных фобий, не существует, некоторые лекарства могут уменьшить симптомы страха и беспокойства и могут быть полезны при использовании вместе с терапией.
Психиатр может назначить бета-блокаторы или бензодиазепины для кратковременного или периодического применения:
- Бета-адреноблокаторы помогают уменьшить физические симптомы беспокойства. Например, они могут помочь вам поддерживать постоянную частоту сердечных сокращений и не допустить повышения артериального давления.

- Бензодиазепины - это успокаивающее средство, которое может помочь при симптомах тревоги. Они могут вызывать привыкание, поэтому не предназначены для использования в течение длительного времени.